# Ружанская синагога
Ружа́нская синаго́га — бывшая синагога в Ружанах на улице Якуба Коласа, 6. Памятник эклектичной архитектуры. Включена в Государственный список историко-культурных ценностей Республики Беларусь.

## История
Синагога была построена в конце XVIII века как копия слонимской в масштабе 1:3.
Во второй половине XIX века рядом с синагогой была построена еврейская школа (иешива) в едином архитектурном стиле.
Синагога действовала до 1940 года, затем была закрыта советскими властями. Во время немецкой оккупации в период Второй мировой войны почти все евреи Ружан были убиты нацистами.
После войны в здании йешивы размещались последовательно склады, мельница, котельная и гараж. Здание самой синагоги заброшено и постепенно разрушается.

## Архитектура
Одноэтажное строение на высоком фундаменте, по периметру декорировано пилястрами. Стены расчленены высокими окнами, двойными арочными бровками и лопатками. Окна завершены полукруглыми обрамлениями. Крыша здания является четырёхскатной.
Здание разделено на квадратный молитвенный зал и вестибюль с лестницей на галерею для женщин. Внутри частично сохранились настенные фрески и надписи.